# Bombardier
Bombardier Inc. [bɔ̃baʁdje] ist ein kanadischer Hersteller von  Businessjets mit Sitz in Montreal. Das an der Toronto Stock Exchange notierte Unternehmen wurde 1942 von Joseph-Armand Bombardier als L’Auto-Neige Bombardier Limitée gegründet. 
Das als Hersteller von Schneemobilen gestartete Unternehmen expandierte in den 1970er Jahren in die Produktion von Schienenfahrzeugen und in den 1990er Jahren in den Bereich Luftfahrt (Aerospace). Am Höhepunkt seiner Wachstumsphase beschäftigte das Unternehmen 2014 weltweit 73.800 Mitarbeiter und erzielte einen Umsatz von 20,1 Mrd. US$.
Durch Probleme bei der Neuentwicklung der Flugzeugfamilie CSeries waren hohe Schulden angehäuft worden. Sie führten zunächst zu erheblichen staatlichen Hilfen und später zum Verkauf bedeutender Unternehmenszweige. Nach dem im Januar 2021 vollzogenen Verkauf von Bombardier Transportation, dem in der Bahntechnik tätigen Konzernteil, ist das Unternehmen ausschließlich im Bereich der Geschäftsreiseflugzeuge tätig.

## Geschichte

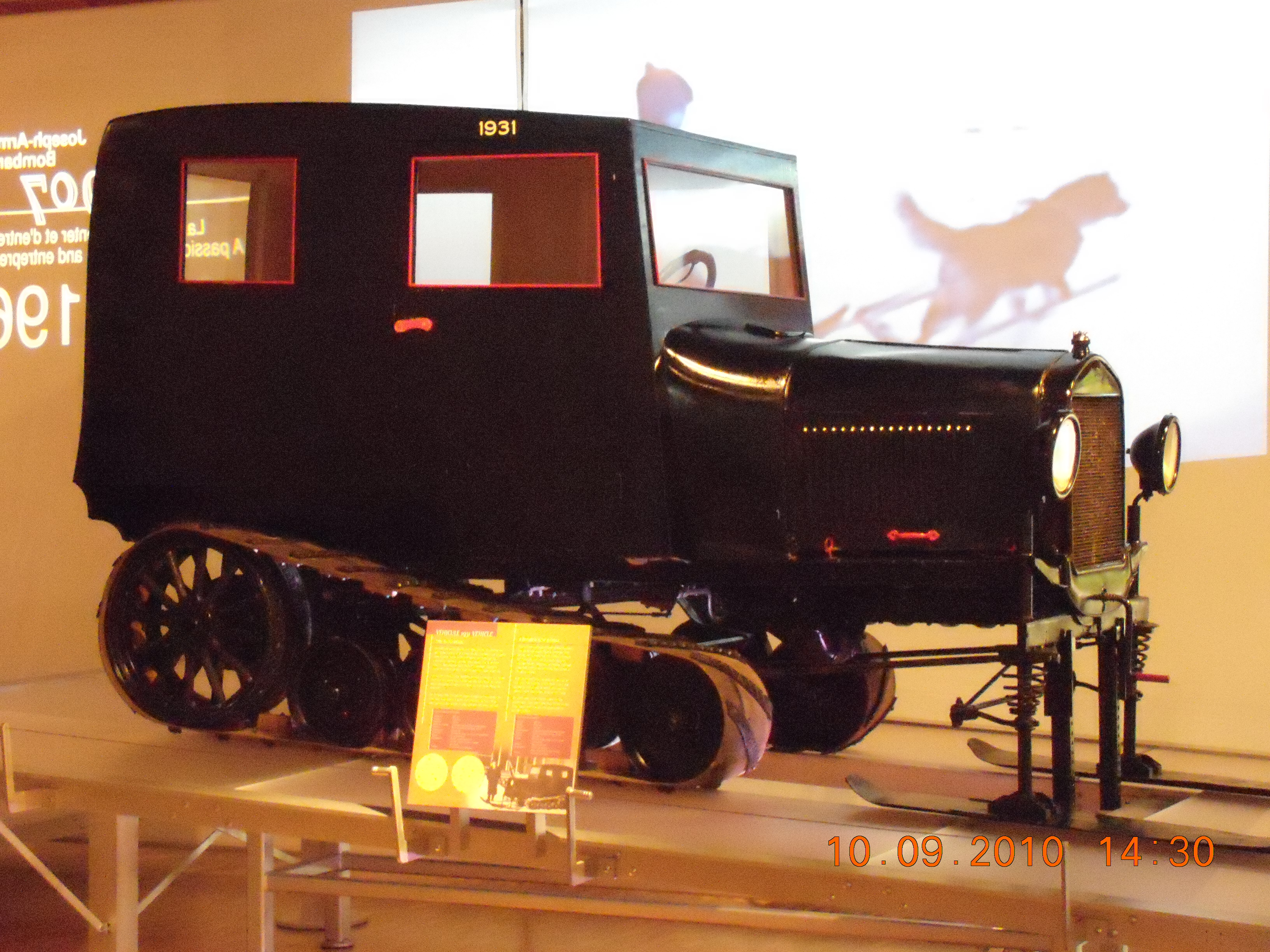
Bombardier 1931

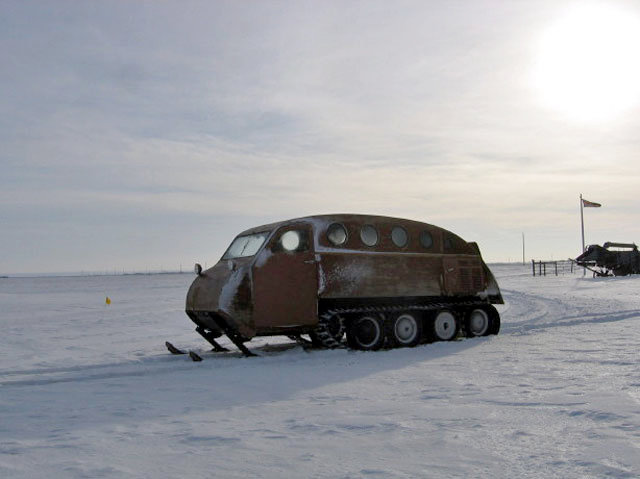
Schneemobil B12 aus dem Jahr 1951

1931 entwickelte der Mechaniker Joseph-Armand Bombardier in seiner Werkstatt in Valcourt (Québec) sein erstes Schneemobil. 1937 verkaufte er zwölf Schneemobile des Typs B7, die von den Dimensionen einem Kleinwagen ähnelten: In der Holzkarosserie gab es neben der Fahrerkabine vier oder mehr Sitzplätze oder einen Frachtraum (Bombardier Snowmobile). 1941 wurde ein neues Fertigungswerk in Valcourt eröffnet.
Am 8. Mai 1942 gründete Bombardier das Unternehmen L’Auto-Neige Bombardier Limitée, und da die meisten Fahrzeuge dieser Zeit kaum schneetauglich waren, und die Straßen damals kaum geräumt wurden, waren seine Schneemobile eine große Hilfe für die lokale Bevölkerung bei der Bewältigung ihrer Transportaufgaben in den Wintermonaten.

1948 erließ die Provinz Québec ein Gesetz für die Schneeräumung auf allen örtlichen Straßen und Autobahnen. Die Verkaufszahlen für Schneemobile fielen um die Hälfte. Bombardier begann mit der Entwicklung von Schneepflügen und All-Terrain-Fahrzeugen für die Öl- und Forstindustrie. Ab Ende der 1950er-Jahre baute Bombardier kleine, leichte, schnelle sowie wendige Schneemobile für zwei Passagiere. 1959 wurde das erste neuentwickelte sportliche Schneemobil auf den Markt gebracht. Am 18. Februar 1964 verstarb der Gründer Joseph-Armand Bombardier. 1967 erfolgte die Umstrukturierung des Unternehmens in Bombardier Limited und am 23. Januar 1969 erfolgte der Gang an die Börsen in Montreal und Toronto.
1970 erfolgte der Einstieg von Bombardier in den Schienenfahrzeugbau mit der Übernahme der österreichischen Lohner-Werke, welche zu diesem Zeitpunkt Straßenbahnen für den österreichischen Markt produzierten.
1975 kaufte Bombardier die Montreal Locomotive Works, 1985 Alco Power Inc.
1995 übernahm Bombardier die Waggonfabrik Talbot in Aachen und 1998 die Deutsche Waggonbau.
Im Jahr 2001 erfolgte die Übernahme von DaimlerChrysler Rail Systems (Adtranz)
Ende der 1980er Jahre entstand der Bereich Aerospace als Folge eines raschen Aufkaufs von vielen entweder bereits insolventen oder kurz vor der Insolvenz stehenden Unternehmen. Bombardier baute die bereits vorhandenen Modelle weiter. Erst Mitte der 2000er Jahre kamen die Global-Baureihe und die C-Serie als Neuentwicklungen hinzu.
Seit etwa 2014 geriet das Unternehmen in zunehmende wirtschaftliche Probleme. Eine wesentliche Ursache waren Verzögerungen bei der Entwicklung des Verkehrsflugzeugs „C–Serie“. Die Entwicklung des Flugzeugs kostete weit mehr Zeit und Geld als geplant, was zu einer hohen Verschuldung des Konzerns führte. Die Provinzregierung von Quebec übernahm 2015 schließlich 49,5 % an dem Projekt und zahlte 1 Mrd. US-$ in die Partnerschaft. 2017 übernahm Airbus die Mehrheit an dem Programm. Das Flugzeug heißt seitdem Airbus A220 und die Gesellschaft, die das Flugzeug herstellt, erhielt den Namen Airbus Canada. Im Februar 2020  übernahm Airbus 75 % an dem Projekt, der andere Partner war die Provinzregierung, Bombardier war nicht mehr beteiligt. 2019 verfügte das Unternehmen noch über 70 Standorte in 25 Ländern.

## Unternehmensstruktur

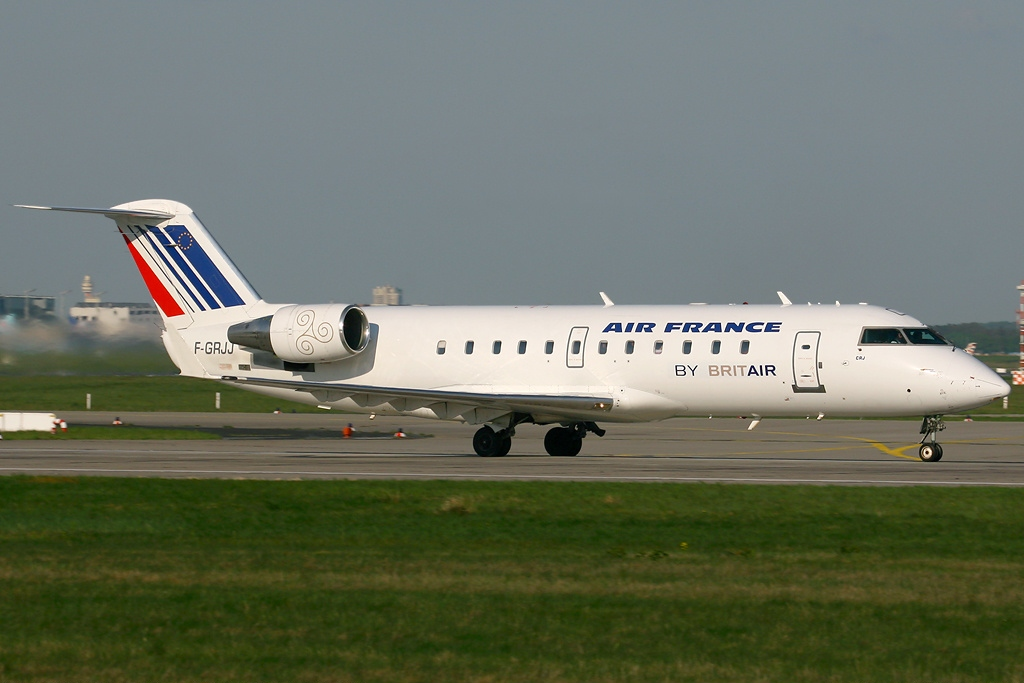
Ein Bombardier Canadair Regional Jet von Brit Air im Einsatz für Air France

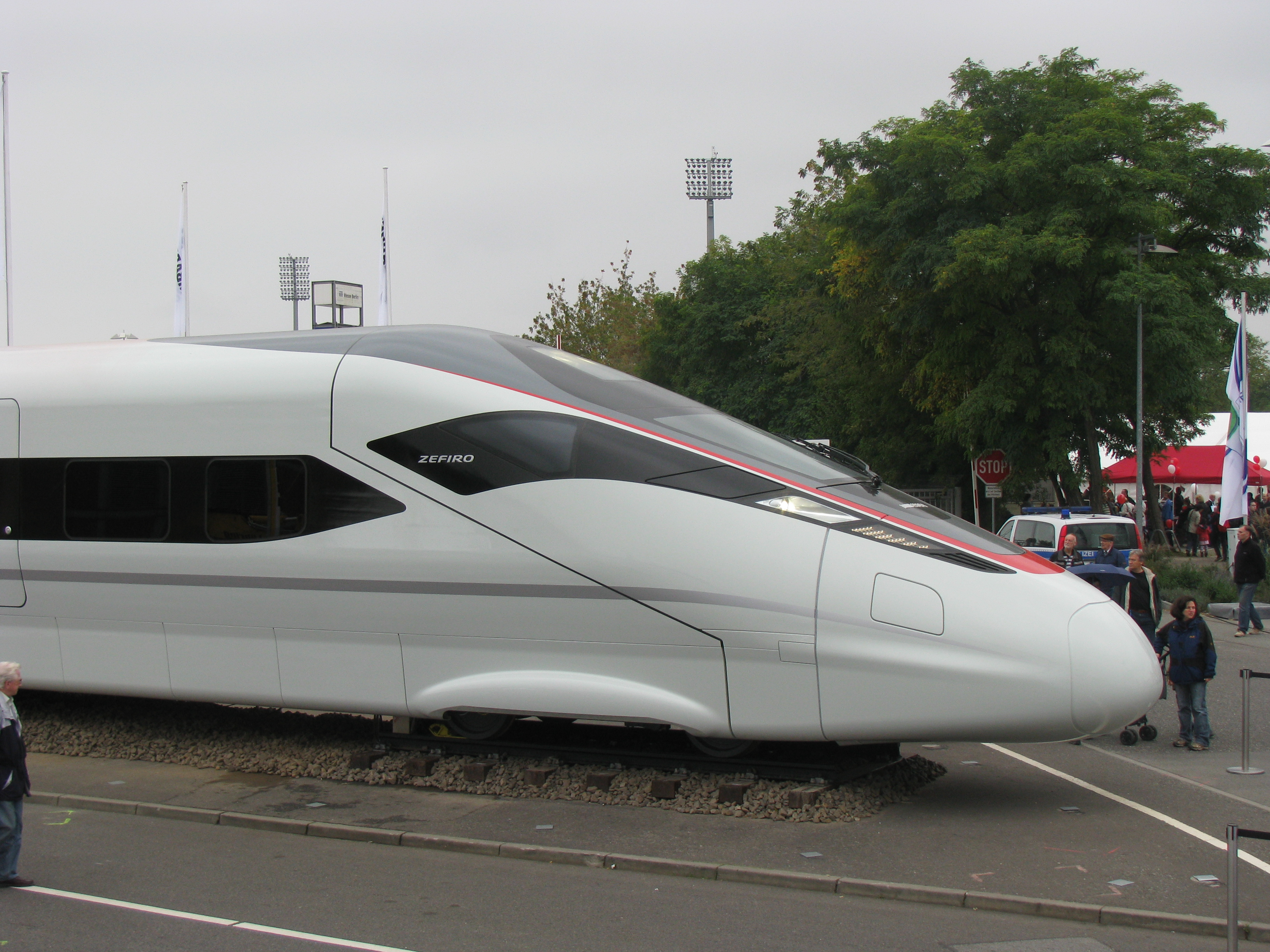
Vorstellung des Bombardier-Zefiro-380-Schnellzugs auf der InnoTrans (internationale Messe für Verkehrstechnik) in Deutschland (2010)

### Konzern
Das Unternehmen beschäftigte 2018 insgesamt etwa 68.000 Mitarbeiter in 28 Ländern. Im Geschäftsjahr 2018 betrug der Bruttoumsatz 16,24 Milliarden US-Dollar. Die Aktien von Bombardier Inc. werden nur an der Börse in Toronto gehandelt. Der Handel mit den Aktien in Brüssel und Frankfurt am Main wurde wegen geringem Handelsvolumen Mitte der 2000er-Jahre eingestellt.

### Luftfahrt (Aerospace)
Der Luftfahrtsektor (Bombardier Aerospace) trug 2018 50 % zum Unternehmensgewinn bei. Der Bereich Aerospace wurde ständig vergrößert, vor allem durch die Übernahme der Unternehmen Canadair (Kanada, 1986), Short Brothers (Irland, 1989), Learjet Corporation (USA, 1990), de Havilland Canada (1992) und Skyjet International (USA, 2000). Als Folge der finanziellen Probleme des Konzerns verkaufte Bombardier zwischen 2018 und 2020 seine Produktlinien CSeries, Dash 8 und CRJ und zog sich damit aus dem Markt für Regionalflugzeuge zurück. Somit verblieb dem Konzern nurmehr die Geschäftsreiseflugzeug-Sparte.
Am 11. Februar 2021 teilte Bombardier mit, dass sich das Unternehmen auf die Business-Jet-Baureihen Global und Challenger konzentrieren werde und die Produktion des Learjet im vierten Quartal 2021 eingestellt wird.

### Bahntransport (Transportation)

Straßenbahn der Dresdner Verkehrsbetriebe

Der Bereich Transportation (Bombardier Transportation) wurde seit einigen Jahrzehnten ebenfalls vergrößert, insbesondere durch die Übernahme der Unternehmen Lohner-Werke (Österreich, 1971), MLW-Worthington (Kanada, 1976), Alco Power (USA, 1984), BN Constructions Ferroviaires et Métalliques (Belgien, 1988), ANF-Industrie (Frankreich, 1989), Procor Engineering (Vereinigtes Königreich, 1990), Urban Transportation Development Corporation (Kanada, 1992), Constructura Nacional de Carros de Ferrocarril (Mexiko, 1992), Waggonfabrik Talbot (Deutschland, 1995), Deutsche Waggonbau AG (Deutschland, 1998) und DaimlerChrysler Rail Systems (Deutschland, 2001). In dem Unternehmen Adtranz, wie DaimlerChrysler Rail Systems bis 1999 hieß, waren bereits der Schienenverkehrsteil von Asea Brown Boveri (ABB), Teile von AEG, die Waggon Union, der Lokomotivbau von Thyssen Henschel, die polnische Pafawag und weitere Unternehmen aufgegangen. Durch die Übernahme von DaimlerChrysler Rail Systems wurde das Unternehmen 2001 zum Weltmarktführer für Schienenfahrzeugtechnik.
Um die aus der defizitären Flugzeugsparte angehäuften Schulden zu reduzieren, suchte Bombardier einen Käufer für die Zugsparte. Am 17. Februar 2020 erklärte der französische Alstom-Konzern, den Bereich Transportation übernehmen zu wollen. Die Genehmigung dieser Übernahme durch die zuständigen Wettbewerbsbehörden war Anfang Dezember 2020 abgeschlossen, offiziell erfolgte die Transaktion zum 29. Januar 2021.

### Freizeitprodukte
Die Sparte Bombardier Recreational Products, deren Nutzfahrzeuge und Schneemobile der Ursprung des Unternehmens waren, wurde 2003 als selbstständiges Unternehmen abgetrennt und an die Familie Bombardier und eine Investorengruppe verkauft. Die Tochtergesellschaft Bombardier-Rotax GmbH war 1920 in Dresden als Motorenfabrik gegründet worden und stellt seit 1970 am Standort Gunskirchen (Oberösterreich, Lohner-Werke) unter anderem Motoren für Schneemobile, Jetskis, Leichtflugzeuge, Quads, Karts sowie für Motorräder der Marken BMW und Aprilia her.

## Sparten
- Bombardier Aerospace
- Bombardier Transportation